# Portugal i olympiska sommarspelen 2008
Portugal i olympiska sommarspelen 2008 bestod av 77 idrottare som blivit uttagna av Portugals olympiska kommitté.

## Badminton
- Huvudartikel: Badminton vid olympiska sommarspelen 2008

| Namn              | Gren           | 32-delsfinal                         | 16-delsfinal     | 8-delsfinal      | Kvartsfinal      | Semifinal        | Final            | Final            |
| Namn              | Gren           | Resultat                             | Resultat         | Resultat         | Resultat         | Resultat         | Resultat         | Plats            |
| ----------------- | -------------- | ------------------------------------ | ---------------- | ---------------- | ---------------- | ---------------- | ---------------- | ---------------- |
| Marco Vasconcelos | Singel, herrar | Anup Sridhar (IND) L 16–21 14–21     | Gick inte vidare | Gick inte vidare | Gick inte vidare | Gick inte vidare | Gick inte vidare | Gick inte vidare |
| Ana Moura         | Singel, damer  | Jeanine Cicognini (SUI) L 9–21 13–21 | Gick inte vidare | Gick inte vidare | Gick inte vidare | Gick inte vidare | Gick inte vidare | Gick inte vidare |

## Bordtennis
- Huvudartikel: Bordtennis vid olympiska sommarspelen 2008
- Singel, damer

| Idrottare      | Gren   | Grundomgång          | Omgång 1                    | Omgång 2             | Omgång 3             | Omgång 4             | Kvartsfinal          | Semifinal            | Final                |                  |
| Idrottare      | Gren   | Motståndare Resultat | Motståndare Resultat        | Motståndare Resultat | Motståndare Resultat | Motståndare Resultat | Motståndare Resultat | Motståndare Resultat | Motståndare Resultat |                  |
| -------------- | ------ | -------------------- | --------------------------- | -------------------- | -------------------- | -------------------- | -------------------- | -------------------- | -------------------- | ---------------- |
| Tiago Apolónia | Singel | Bye                  | Lin Ju (DOM) L 1–4          | Gick inte vidare     | Gick inte vidare     | Gick inte vidare     | Gick inte vidare     | Gick inte vidare     | Gick inte vidare     |                  |
| Marco Freitas  | Singel | Bye                  | El-Sayed Lashin (EGY) W 4–1 | Yang Zi (SIN) L 2–4  | Gick inte vidare     | Gick inte vidare     | Gick inte vidare     | Gick inte vidare     | Gick inte vidare     | Gick inte vidare |
| João Monteiro  | Singel | Bye                  | Segun Toriola (NGR) L 3–4   | Gick inte vidare     | Gick inte vidare     | Gick inte vidare     | Gick inte vidare     | Gick inte vidare     | Gick inte vidare     |                  |

## Bågskytte
- Huvudartikel: Bågskytte vid olympiska sommarspelen 2008
- Herrar

| Nuno Pombo | Individuellt | 650 | 42 | Yusuf Ergin (TUR) L 103-106 | Gick inte vidare | Gick inte vidare | Gick inte vidare | Gick inte vidare | Gick inte vidare | Gick inte vidare |

## Cykling
- Huvudartikel: Cykling vid olympiska sommarspelen 2008

### Landsväg
| Cyklist       | Gren      | Tid              | Placering |
| ------------- | --------- | ---------------- | --------- |
| André Cardoso | Linjelopp | 6:39:42 (+15:53) | 72        |
| Nuno Ribeiro  | Linjelopp | 6:26:17 (+2:28)  | 28        |

## Friidrott
- Huvudartikel: Friidrott vid olympiska sommarspelen 2008

Förkortningar
- Noteringar – Placeringarna avser endast löparens eget heat
- Q = Kvalificerad till nästa omgång
- q = Kvalificerade sig till nästa omgång som den snabbaste idrottaren eller, i fältgrenarna, via placering utan att uppnå kvalgränsen.
- NR = Nationellt rekord
- N/A = Omgången ingick inte i grenen
- Bye = Idrottaren behövde inte delta i denna omgång

Herrar
Bana och landsväg
| Idrottare         | Gren           | Heat     | Heat      | Kvartsfinal      | Kvartsfinal      | Semifinal        | Semifinal        | Final            | Final            |
| Idrottare         | Gren           | Resultat | Placering | Resultat         | Placering        | Resultat         | Placering        | Resultat         | Placering        |
| ----------------- | -------------- | -------- | --------- | ---------------- | ---------------- | ---------------- | ---------------- | ---------------- | ---------------- |
| Arnaldo Abrantes  | 200 m          | 21.46    | 8         | Gick inte vidare | Gick inte vidare | Gick inte vidare | Gick inte vidare | Gick inte vidare | Gick inte vidare |
| Augusto Cardoso   | 50 km gång     | i.u.     | i.u.      | i.u.             | i.u.             | i.u.             | i.u.             | 4:09:00          | 40               |
| Paulo Gomes       | Maraton        | i.u.     | i.u.      | i.u.             | i.u.             | i.u.             | i.u.             | 2:18:15          | 30               |
| Edivaldo Monteiro | 400 m häck     | 49.89    | 6         | i.u.             | i.u.             | Gick inte vidare | Gick inte vidare | Gick inte vidare | Gick inte vidare |
| Francis Obikwelu  | 100 m          | 10.25    | 1 Q       | 10.09            | 3 Q              | 10.10            | 6                | Gick inte vidare | Gick inte vidare |
| Hélder Ornelas    | Maraton        | i.u.     | i.u.      | i.u.             | i.u.             | i.u.             | i.u.             | 2:23:20          | 46               |
| Alberto Paulo     | 3 000 m hinder | 8:39.11  | 11        | i.u.             | i.u.             | i.u.             | i.u.             | Gick inte vidare | Gick inte vidare |
| António Pereira   | 50 km gång     | i.u.     | i.u.      | i.u.             | i.u.             | i.u.             | i.u.             | 3:48:12 NR       | 11               |
| Rui Pedro Silva   | 10 000 m       | i.u.     | i.u.      | i.u.             | i.u.             | i.u.             | i.u.             | 29:09.03         | 34               |
| João Vieira       | 20 km gång     | i.u.     | i.u.      | i.u.             | i.u.             | i.u.             | i.u.             | 1:25:05          | 32               |
| Sérgio Vieira     | 20 km gång     | i.u.     | i.u.      | i.u.             | i.u.             | i.u.             | i.u.             | 1:29:51          | 45               |

Fältgrenar
| Idrottare    | Gren        | Kval    | Kval      | Final            | Final            |
| Idrottare    | Gren        | Distans | Placering | Distans          | Placering        |
| ------------ | ----------- | ------- | --------- | ---------------- | ---------------- |
| Nelson Évora | Tresteg     | 17.34   | 2 Q       | 17.67            | 1                |
| Marco Fortes | Kulstötning | 18.05   | 38        | Gick inte vidare | Gick inte vidare |

Damer
Bana & landsväg
| Idrottare              | Gren           | Heat     | Heat      | Semifinal        | Semifinal        | Final            | Final            |
| Idrottare              | Gren           | Resultat | Placering | Resultat         | Placering        | Resultat         | Placering        |
| ---------------------- | -------------- | -------- | --------- | ---------------- | ---------------- | ---------------- | ---------------- |
| Jéssica Augusto        | 3 000 m hinder | 9:30.23  | 5         | i.u.             | i.u.             | Gick inte vidare | Gick inte vidare |
| Jéssica Augusto        | 5 000 m        | 16:05.71 | 14        | i.u.             | i.u.             | Gick inte vidare | Gick inte vidare |
| Marisa Barros          | Maraton        | i.u.     | i.u.      | i.u.             | i.u.             | 2:34:08          | 32               |
| Ana Cabecinha          | 20 km gång     | i.u.     | i.u.      | i.u.             | i.u.             | 1:27:45 NR       | 8                |
| Clarisse Cruz          | 3 000 m hinder | 9:49.45  | 15        | i.u.             | i.u.             | Gick inte vidare | Gick inte vidare |
| Ana Dias               | Maraton        | i.u.     | i.u.      | i.u.             | i.u.             | 2:36:25          | 46               |
| Susana Feitor          | 20 km gång     | i.u.     | i.u.      | i.u.             | i.u.             | DNF              | DNF              |
| Inês Monteiro          | Maraton        | i.u.     | i.u.      | i.u.             | i.u.             | DNF              | DNF              |
| Sara Moreira           | 3 000 m hinder | 9:34.39  | 10        | i.u.             | i.u.             | Gick inte vidare | Gick inte vidare |
| Vera Santos            | 20 km gång     | i.u.     | i.u.      | i.u.             | i.u.             | 1:28:14          | 10               |
| María do Carmo Tavares | 800 m          | 2:01.91  | 6         | Gick inte vidare | Gick inte vidare | Gick inte vidare | Gick inte vidare |

Fältgrenar
| Idrottare      | Gren          | Kval  | Kval      | Final            | Final            |
| Idrottare      | Gren          | Längd | Placering | Längd            | Placering        |
| -------------- | ------------- | ----- | --------- | ---------------- | ---------------- |
| Sílvia Cruz    | Spjutkastning | 57.06 | 24        | Gick inte vidare | Gick inte vidare |
| Naide Gomes    | Längdhopp     | 6.29  | 32        | Gick inte vidare | Gick inte vidare |
| Vânia Silva    | Släggkastning | 59.42 | 46        | Gick inte vidare | Gick inte vidare |
| Sandra Tavares | Stavhopp      | 4.30  | 19        | Gick inte vidare | Gick inte vidare |

## Fäktning
- Huvudartikel: Fäktning vid olympiska sommarspelen 2008

Herrar
| Idrottare       | Gren                | Omgång 1               | Sextondelsfinal         | Åttondelsfinal    | Kvartsfinal       | Semifinal         | Final / BM        | Final / BM       |
| Idrottare       | Gren                | Motståndare Poäng      | Motståndare Poäng       | Motståndare Poäng | Motståndare Poäng | Motståndare Poäng | Motståndare Poäng | Placering        |
| --------------- | ------------------- | ---------------------- | ----------------------- | ----------------- | ----------------- | ----------------- | ----------------- | ---------------- |
| Joaquim Videira | Värja, individuellt | Torrente (RSA) W 15–10 | Zawrotniak (POL) L 9–15 | Gick inte vidare  | Gick inte vidare  | Gick inte vidare  | Gick inte vidare  | Gick inte vidare |

Damer
| Idrottare       | Gren                  | Omgång 1           | Sextondelsfinal   | Åttondelsfinal    | Kvartsfinal       | Semifinal         | Final / BM        | Final / BM       |
| Idrottare       | Gren                  | Motståndare Poäng  | Motståndare Poäng | Motståndare Poäng | Motståndare Poäng | Motståndare Poäng | Motståndare Poäng | Placering        |
| --------------- | --------------------- | ------------------ | ----------------- | ----------------- | ----------------- | ----------------- | ----------------- | ---------------- |
| Débora Nogueira | Florett, individuellt | Su Ww (CHN) L 4–15 | Gick inte vidare  | Gick inte vidare  | Gick inte vidare  | Gick inte vidare  | Gick inte vidare  | Gick inte vidare |

## Gymnastik
- Huvudartikel: Gymnastik vid olympiska sommarspelen 2008

### Trampolin
| Gymnast         | Gren   | Kval  | Kval      | Final            | Final            |
| Gymnast         | Gren   | Poäng | Placering | Poäng            | Placering        |
| --------------- | ------ | ----- | --------- | ---------------- | ---------------- |
| Diogo Ganchinho | Herrar | 69.10 | 11        | Gick inte vidare | Gick inte vidare |
| Ana Rente       | Damer  | 31.60 | 16        | Gick inte vidare | Gick inte vidare |

## Judo
Herrar
| Idrottare  | Gren                     | Inledande omgång                  | Sextondelsfinal           | Åttondelsfinal             | Kvartsfinal               | Semifinal            | Återkval 1           | Återkval 2                 | Återkval 3           | Final / BM           | Final / BM       |
| Idrottare  | Gren                     | Motståndare Resultat              | Motståndare Resultat      | Motståndare Resultat       | Motståndare Resultat      | Motståndare Resultat | Motståndare Resultat | Motståndare Resultat       | Motståndare Resultat | Motståndare Resultat | Placering        |
| ---------- | ------------------------ | --------------------------------- | ------------------------- | -------------------------- | ------------------------- | -------------------- | -------------------- | -------------------------- | -------------------- | -------------------- | ---------------- |
| Pedro Dias | Halv lättvikt (-66 kg)   | BYE                               | Ortíz (VEN) W 0100–0001   | Derly (BRA) W 0101–0010    | Pak C-M (PRK) L 0000–0002 | Did not advance      | BYE                  | Casale (ITA) L 0001–1001   | Gick inte vidare     | Gick inte vidare     | Gick inte vidare |
| João Pina  | Lättvikt (-73 kg)        | i.u.                              | Tritton (CAN) W 0010–0000 | Maloumat (IRI) L 0001–0111 | Gick inte vidare          | Gick inte vidare     | BYE                  | Kanamaru (JPN) L 0010–0011 | Gick inte vidare     | Gick inte vidare     | Gick inte vidare |
| João Neto  | Halv mellanvikt (-81 kg) | Gavashelishvili (GEO) W 1010–0000 | Topalli (ALB) W 1001–0000 | Cardenas (CUB) W 1000–0000 | Kim J-B (KOR) L 0000–0001 | Gick inte vidare     | BYE                  | Krawczyk (POL) L 0000–1000 | Gick inte vidare     | Gick inte vidare     | Gick inte vidare |

Damer
| Idrottare      | Gren                    | Sextondelsfinal        | Åttondelsfinal                | Kvartsfinal               | Semifinal            | Återkval 1           | Återkval 2                   | Återkval 3                  | Final / BM           | Final / BM       |                  |
| Idrottare      | Gren                    | Motståndare Resultat   | Motståndare Resultat          | Motståndare Resultat      | Motståndare Resultat | Motståndare Resultat | Motståndare Resultat         | Motståndare Resultat        | Motståndare Resultat | Placering        |                  |
| -------------- | ----------------------- | ---------------------- | ----------------------------- | ------------------------- | -------------------- | -------------------- | ---------------------------- | --------------------------- | -------------------- | ---------------- | ---------------- |
| Ana Hormigo    | Extra lättvikt (-48 kg) | Tomb (IND) W 1011–0000 | Pak O-S (PRK) L 0000–0100     | Gick inte vidare          | Gick inte vidare     | BYE                  | Nurgazina (KAZ) W 0002–0001  | Bogdanova (RUS) L 0010–0100 | Gick inte vidare     | Gick inte vidare | Gick inte vidare |
| Telma Monteiro | Halv lättvikt (-52 kg)  | BYE                    | Kharitonova (RUS) W 0211–0000 | Xian Dm (CHN) L 0010–1011 | Gick inte vidare     | BYE                  | Carrascosa (ESP) L 0001–0101 | Gick inte vidare            | Gick inte vidare     | Gick inte vidare | Gick inte vidare |

## Kanotsport
Sprint
| Kanotist                       | Gren                 | Heat     | Heat      | Semifinal | Semifinal | Final            | Final            |
| Kanotist                       | Gren                 | Tid      | Placering | Tid       | Placering | Tid              | Placering        |
| ------------------------------ | -------------------- | -------- | --------- | --------- | --------- | ---------------- | ---------------- |
| Emanuel Silva                  | Herrarnas K-1 500 m  | 1:42.513 | 6 QS      | 1:45.985  | 5         | Gick inte vidare | Gick inte vidare |
| Emanuel Silva                  | Herrarnas K-1 1000 m | 3:31.843 | 4 QS      | 3:34.508  | 4         | Gick inte vidare | Gick inte vidare |
| Teresa Portela                 | Damernas K-1 500 m   | 1:53.761 | 6 QS      | 1:54.831  | 6         | Gick inte vidare | Gick inte vidare |
| Beatriz Gomes Helena Rodrigues | Herrarnas K-2 500 m  | 1:47.588 | 7 QS      | 1:46.021  | 5         | Gick inte vidare | Gick inte vidare |

## Ridsport

### Dressyr
| Idrottare                                     | Häst               | Gren                 | Grand Prix  | Grand Prix  | Grand Prix Special | Grand Prix Special | Grand Prix Fristil | Grand Prix Fristil | Totalt           | Totalt           |
| Idrottare                                     | Häst               | Gren                 | Poäng       | Placering   | Poäng              | Placering          | Poäng              | Placering          | Poäng            | Placering        |
| --------------------------------------------- | ------------------ | -------------------- | ----------- | ----------- | ------------------ | ------------------ | ------------------ | ------------------ | ---------------- | ---------------- |
| Miguel Ralão Duarte                           | Oxalis             | Individuell dressyr  | Drog sig ur | Drog sig ur | Drog sig ur        | Drog sig ur        | Drog sig ur        | Drog sig ur        | Drog sig ur      | Drog sig ur      |
| Carlos Pinto                                  | Notavel            | Individuell dressyr  | 61.708      | 39          | Gick inte vidare   | Gick inte vidare   | Gick inte vidare   | Gick inte vidare   | Gick inte vidare | Gick inte vidare |
| Daniel Pinto                                  | Galopin de la Font | Individuell dressyr  | 63.083      | 33          | Gick inte vidare   | Gick inte vidare   | Gick inte vidare   | Gick inte vidare   | Gick inte vidare | Gick inte vidare |
| Miguel Ralão Duarte Carlos Pinto Daniel Pinto | Se ovan            | Lagtävling i dressyr | i.u.        | i.u.        | i.u.               | i.u.               | i.u.               | i.u.               | Eliminerad       | Eliminerad       |

## Rodd
Herrar
| Idrottare               | Gren                    | Heat    | Heat      | Återkval | Återkval  | Semifinal | Semifinal | Final   | Final     | Final |
| Idrottare               | Gren                    | Tid     | Placering | Tid      | Placering | Tid       | Placering | Tid     | Placering |       |
| ----------------------- | ----------------------- | ------- | --------- | -------- | --------- | --------- | --------- | ------- | --------- | ----- |
| Nuno Mendes Pedro Fraga | Lättvikts-dubbelsculler | 6:24,35 | 3 R       | 6:39,07  | 1 SA/B    | 6:39,23   | 6 FB      | 6:28,47 | 8         |       |

## Segling
Herrar
| Seglare                         | Gren    | Lopp | Lopp | Lopp | Lopp | Lopp | Lopp | Lopp | Lopp | Lopp | Lopp | Lopp | Summerad poäng | Finalplacering |
| Seglare                         | Gren    | 1    | 2    | 3    | 4    | 5    | 6    | 7    | 8    | 9    | 10   | M*   | Summerad poäng | Finalplacering |
| ------------------------------- | ------- | ---- | ---- | ---- | ---- | ---- | ---- | ---- | ---- | ---- | ---- | ---- | -------------- | -------------- |
| João Rodrigues                  | RS:X    | 18   | 10   | 10   | 8    | 14   | 16   | 9    | 3    | 13   | 19   | EL   | 101            | 11             |
| Gustavo Lima                    | Laser   | 5    | 8    | 3    | 27   | 17   | 6    | 16   | 8    | 3    | CAN  | 10   | 76             | 4              |
| Álvaro Marinho Miguel Nunes     | 470     | 2    | 8    | 15   | 6    | 11   | 7    | 9    | OCS  | 10   | 14   | 20   | 102            | 8              |
| Afonso Domingos Bernardo Santos | Starbåt | 3    | 3    | 10   | OCS  | 13   | 3    | 5    | 7    | 7    | 9    | 12   | 72             | 8              |

M = Medaljlopp; EL = Eliminerad – gick inte vidare till medaljloppet;
Öppen
| Seglare                      | Gren | Lopp | Lopp | Lopp | Lopp | Lopp | Lopp | Lopp | Lopp | Lopp | Lopp | Lopp | Lopp | Lopp | Lopp | Lopp | Lopp | Summerad poäng | Finalplacering |
| Seglare                      | Gren | 1    | 2    | 3    | 4    | 5    | 6    | 7    | 8    | 9    | 10   | 11   | 12   | 13   | 14   | 15   | M*   | Summerad poäng | Finalplacering |
| ---------------------------- | ---- | ---- | ---- | ---- | ---- | ---- | ---- | ---- | ---- | ---- | ---- | ---- | ---- | ---- | ---- | ---- | ---- | -------------- | -------------- |
| Francisco Andrade Jorge Lima | 49er | 12   | 7    | 9    | 11   | 4    | DNS  | 10   | 6    | 5    | 11   | 13   | 12   | CAN  | CAN  | CAN  | EL   | 100            | 11             |

M = Medaljlopp; EL = Eliminerad – gick inte vidare till medaljloppet;

## Taekwondo
| Idrottare   | Gren             | Åttondelsfinaler     | Kvartsfinaler        | Semifinaer           | Återkval               | Bronsmatch           | Final                | Final            |
| Idrottare   | Gren             | Motståndare Resultat | Motståndare Resultat | Motståndare Resultat | Motståndare Resultat   | Motståndare Resultat | Motståndare Resultat | Placering        |
| ----------- | ---------------- | -------------------- | -------------------- | -------------------- | ---------------------- | -------------------- | -------------------- | ---------------- |
| Pedro Póvoa | Herrarnas −58 kg | Mercedes (DOM) L 0–3 | Gick inte vidare     | Gick inte vidare     | Chu M-Y (TPE) L (−1)–1 | Gick inte vidare     | Gick inte vidare     | Gick inte vidare |

## Triathlon
| Triathlet         | Gren                | Simning (1,5 km) | Trans 1 | Cykling (40 km) | Trans 2 | Löpning (10 km) | Total tid  | Placering |
| ----------------- | ------------------- | ---------------- | ------- | --------------- | ------- | --------------- | ---------- | --------- |
| Duarte Marques    | Herrarnas triathlon | 18:20            | 0:26    | 59:06           | 0:27    | 36:47           | 1:55:06,57 | 45        |
| Bruno Pais        | Herrarnas triathlon | 18:28            | 0:26    | 58:47           | 0:27    | 32:32           | 1:50:40,22 | 17        |
| Vanessa Fernandes | Damernas triathlon  | 19:53            | 0:29    | 1:04:18         | 0:33    | 34:21           | 1:59:34,63 | 2         |